# Agnes Ibbetson
Agnes Ibbetson, död 1823, var en brittisk växtfysiolog. 
Mellan 1809 och 1822 bidrog hon med mer än femtio avhandlingar om växtfysiologi till Nicholson's Journal och Philosophical Magazine.
John Sims namngav leguminous genus Ibbetsonia efter henne.  